# 센다이 공항철도 센다이 공항선
센다이 공항선(일본어: 仙台空港線, せんだいくうこうせん)은 동일본 여객 철도의 철도 노선이다. 일본 미야기현 나토리시에 있는 나토리역과 센다이 공항역을 잇는다.

## 노선 명칭
다양한 명칭으로 불리고 있기 때문에, 아래에 정리한다.
- 센다이 공항선: 센다이 공항철도가 건설·운영하는 나토리역-센다이 공항역간 철도 노선의 정식 명칭.
- 센다이 공항 엑세스 선: 직결 운전하고 있는 도호쿠 본선 센다이역-나토리 역을 포함한 운행 계통의 애칭.
- 센다이 공항 엑세스 철도: 센다이 시 도심부와 센다이 공항을 잇는 철도사업의 구상 단계에서 사용되었던 명칭.

## 역사
- 2007년 3월 18일: 개통함.
- 2011년 3월 11일: 도호쿠 지방 태평양 앞바다 지진으로 인한 쓰나미로 운행 중단
- 2011년 10월 1일: 전 노선 운행 재개

## 차량
- E721계 500번대

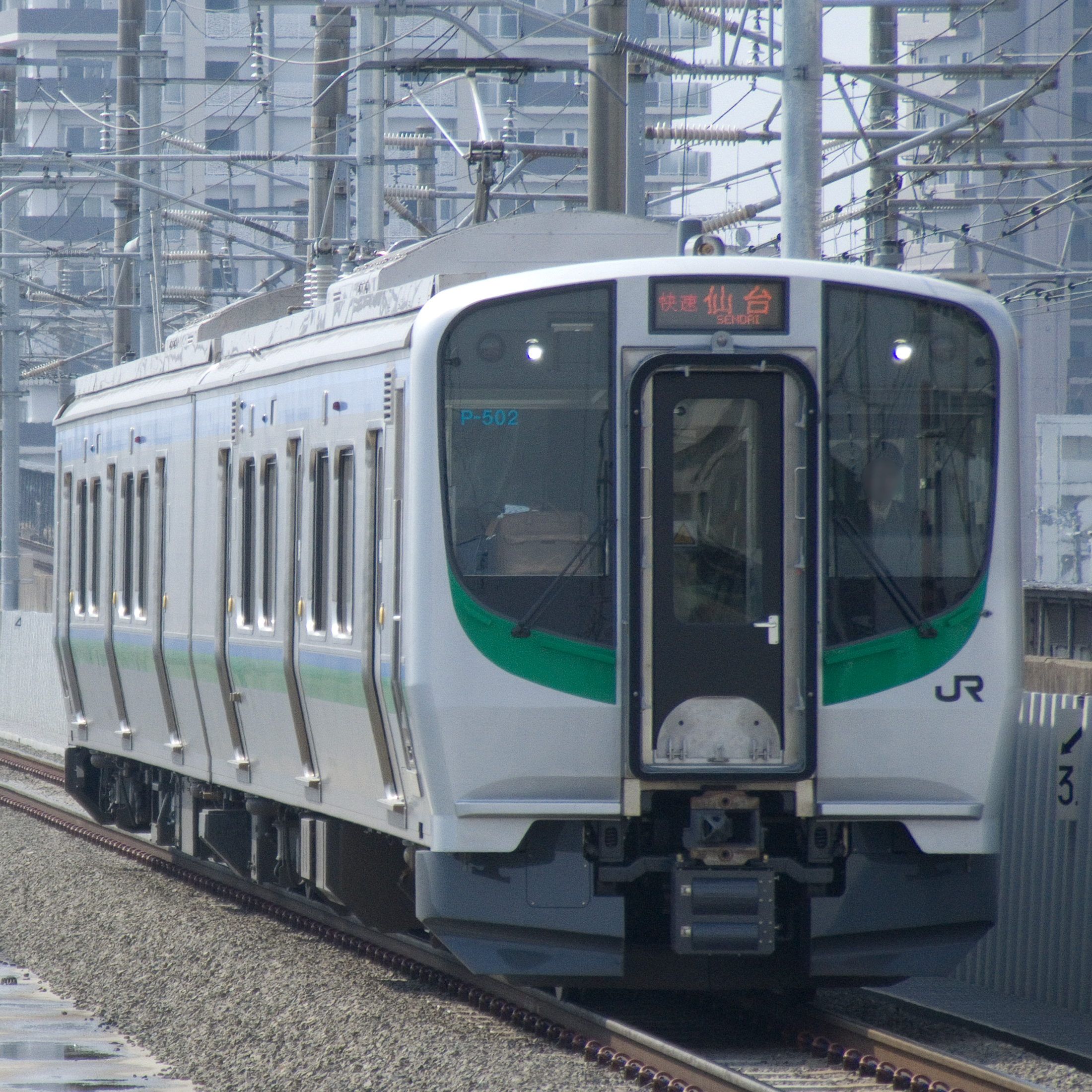
동일본 여객철도 E721계 500번대

## 역 목록
| 역 이름        | 일본어 이름  | 쾌속 정차역 | 영업 거리 (km) | 접속 노선                            | 소재지            |
| -------------- | ------------ | ----------- | -------------- | ------------------------------------ | ----------------- |
| 나토리         | 名取         | ●           | 0.0            | 도호쿠 본선 (센다이역까지 직결 운행) | 미야기현 나토리시 |
| 모리세키노시타 | 杜せきのした | ｜          | 1.8            |                                      | 미야기현 나토리시 |
| 미타조노       | 美田園       | ｜          | 3.8            |                                      | 미야기현 나토리시 |
| 센다이 공항    | 仙台空港     | ●           | 7.1            |                                      | 미야기현 나토리시 |

센다이 시영 지하철 난보쿠 선과의 환승은 도호쿠 본선의 센다이역이나 나가마치역에서 가능하다.

## 같이 보기
- 공항철도